# Bazar-Korgon
Bazar-Korgon (en kirghiz : Базар-коргон) est une ville de la province de Jalal-Abad, au Kirghizistan, chef-lieu du district du même nom. Elle est située à 253 km au sud-ouest de Bichkek, la capitale. Sa population s'élevait à 33 359 habitants en 2009.

## Population
Bazar-Korgon, qui se trouve à seulement 18 km de la frontière de l'Ouzbékistan, compte 80% d'Ouzbeks et 20%de Kirghizes dans sa population.

## Galerie

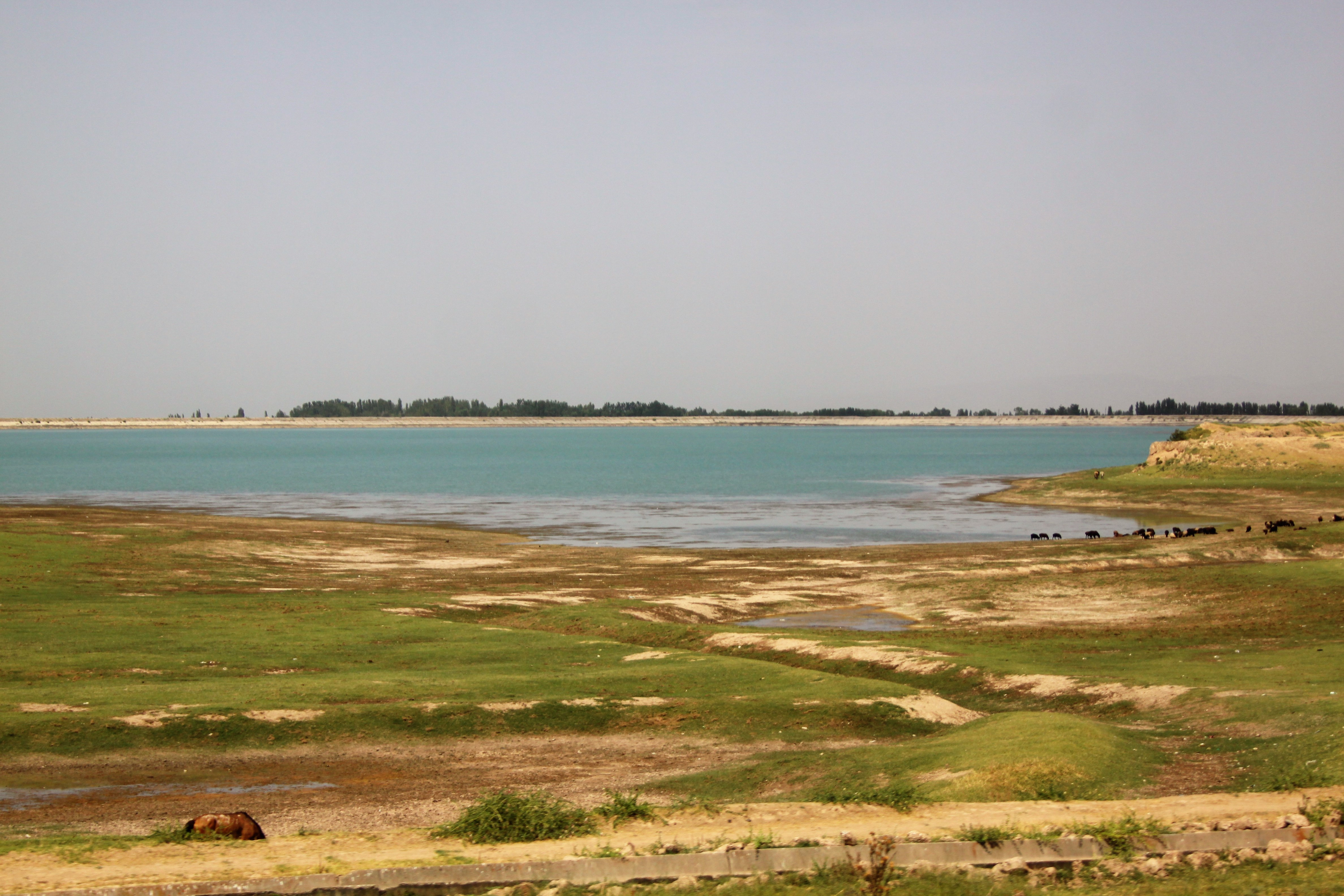
Lac de retenue de Bazar-Korgon.
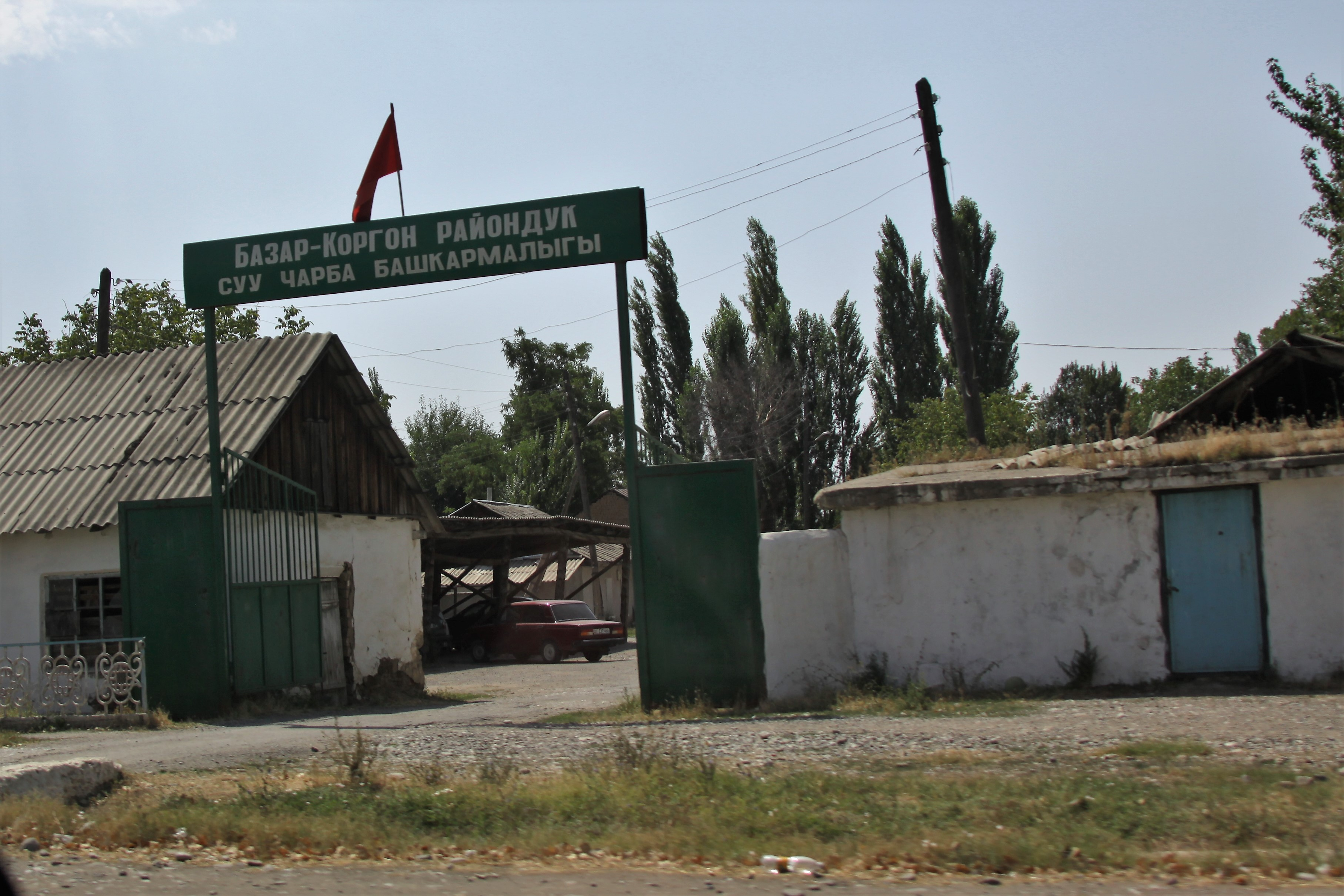
Route Jalalabad-Bichkek, à Bazar-Korgon.